# Долни Стаевац
Долни Стаевац, още Стаевци или Стаевце (на сръбски: Доњи Стајевац или Donji Stajevac), е село в община Търговище, Пчински окръг, Сърбия.

## История
В края на XIX век Долни Стаевац е село в Прешевска кааза на Османската империя. Гробищната църква „Свети апостоли Петър и Павел“ е построена в 1835 година. Според статистиката на Васил Кънчов („Македония. Етнография и статистика“) от 1900 година Стайовци е населявано от 3100 жители българи християни. Според патриаршеския митрополит Фирмилиан в 1902 година в Стайовце  има 250 сръбски патриаршистки къщи. По данни на секретаря на Българската екзархия Димитър Мишев („La Macédoine et sa Population Chrétienne“) в 1905 година в Стайовци (Stayovtzi) има 1760 българи патриаршисти сърбомани и в селото работят две сръбски училища с двама учители.
По време на българското управление във Вардарска Македония в годините на Втората световна война, Стоян Хр. Русев е български кмет на Долни Стаевац от 17 август 1943 година до 27 януари 1944 година. След това кмет е Стефан Р. Блажев от Дебър (11 февруари 1944 - 12 август 1944).
В 2002 година в селото живеят 452 сърби и 2 други.

## Население
- 1948- 1046
- 1953- 1044
- 1961- 1063
- 1971- 1001
- 1981- 683
- 1991- 560
- 2002- 461